# 萨姆·迪克森
萨姆·迪克森（英語：Sam Dickson，1989年10月28日—），新西兰男子七人制橄榄球运动员。他曾代表新西兰参加2014年、2018年和2022年英联邦运动会七人制橄榄球比赛，获得一枚金牌、一枚银牌和一枚铜牌。